# Kopa Radziechowska
Kopa Radziechowska lub Kopa to lokalna nazwa wzgórza o wysokości około 580 m n.p.m., położonego w południowo-zachodniej części Kotliny Żywieckiej, poniżej wschodniej krawędzi Beskidu Śląskiego, na północ od wsi Radziechowy i na południe od wsi Twardorzeczka. 
W szczytowych partiach wzniesienia oraz na jego zachodnich zboczach znajdują się wyrobiska po nieczynnych już kamieniołomach, w których pozyskiwano wapienie cieszyńskie. Produkowano z nich wapno w pobliskich piecach wapienniczych (ruina jednego z takich pieców znajduje się u podnóża wzniesienia).
Na północnym zboczu Kopy Radziechowskiej znajduje się mała kapliczka, zwana przez miejscowych „U Dziadka”, gdzie rokrocznie ma miejsce odpust w dniu 26 lipca (dzień poświęcony Świętej Annie). 
Na Kopie Radziechowskiej panują dobre warunki do rozpoczęcia nauki latania na paralotni. Są tu także uprawiane sporty motorowe (np.: enduro, motocross, downhill). W roku 2006 na Kopie Radziechowskiej odbyły się zawody Rodeo Cross Country.

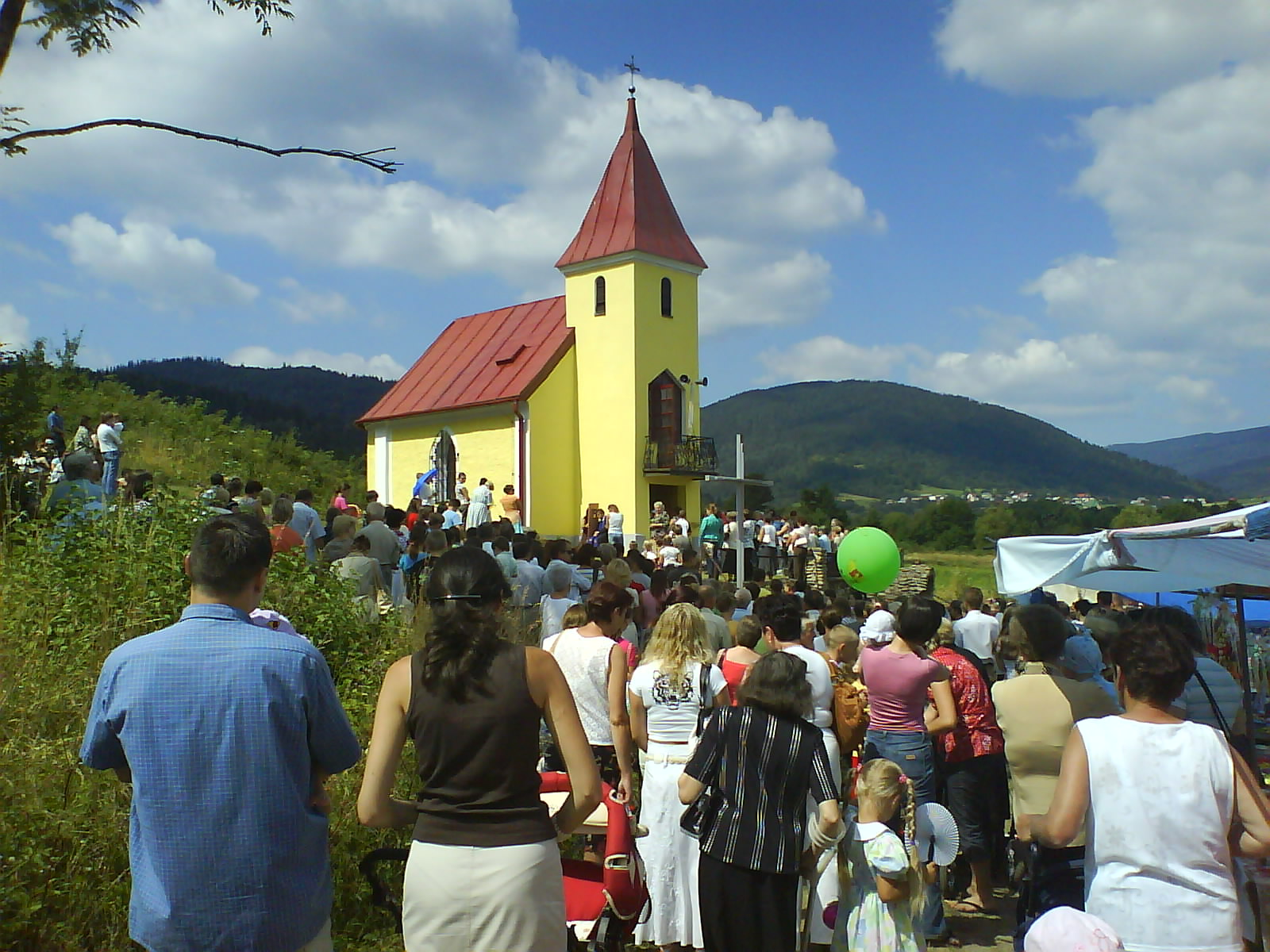
Odpust "U Dziadka" 26 lipca 2007
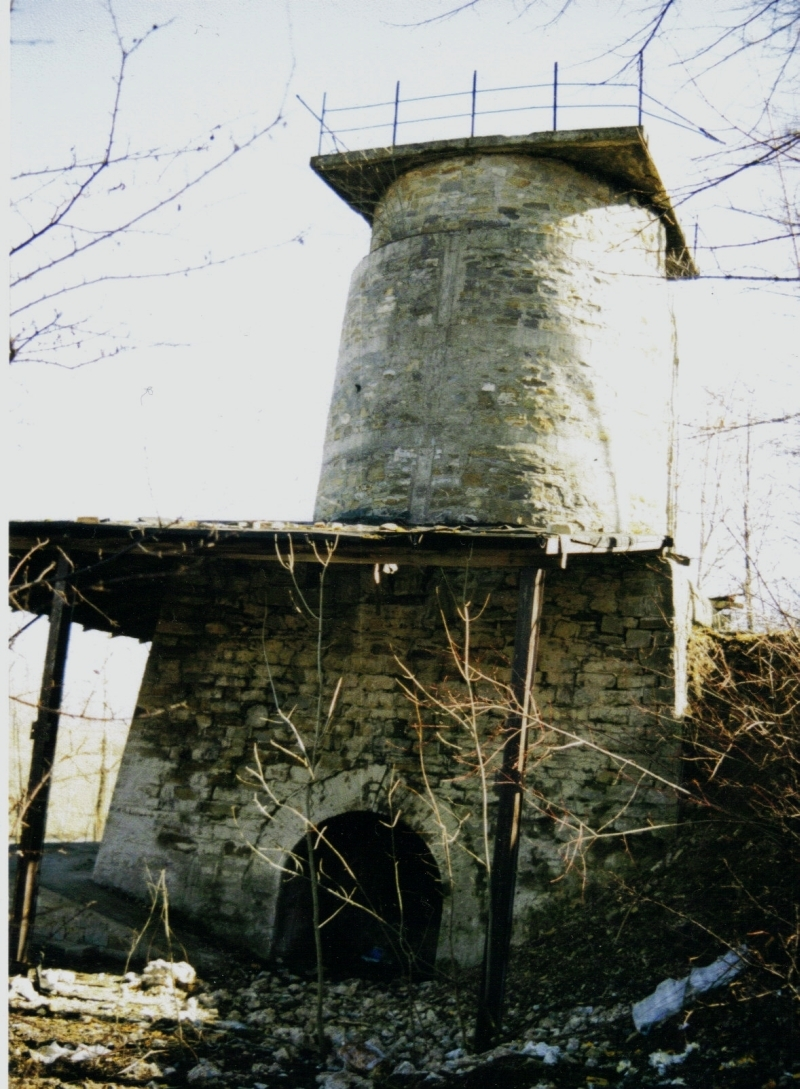
Ruiny pieca wapienniczego na wschodnich zboczach Kopy Radziechowskiej
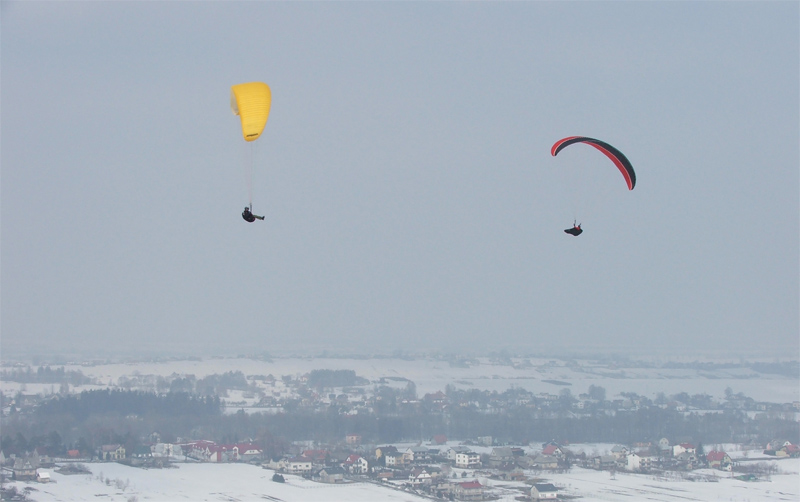
Paralotnie nad Kopą
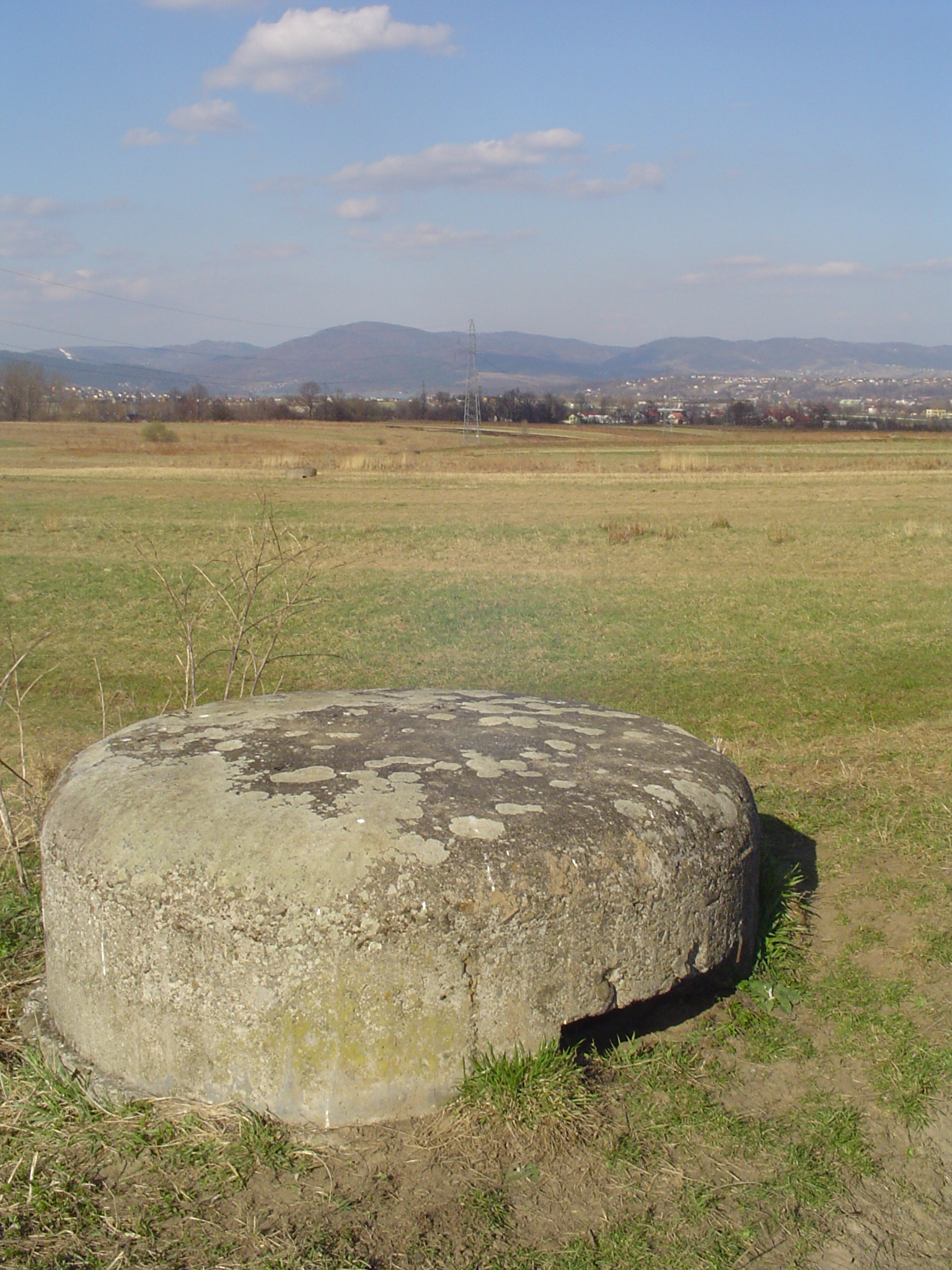
Bunkier u północnego podnóża Dzielca